# Ланчинський район
Ла́нчинський район — колишній район Станіславської (з 9 листопада 1962 р. — Івано-Франківської) області УРСР. Адміністративним центром району було селище Ланчин.

## Історія
Ланчинський район утворений Указом Президії ВР СРСР від 17 січня 1940 р. з ґмін Ланчин, Майдан Сьредні і Пшеросль Надвірнянського повіту Станіславської області УРСР.
Першим секретарем райкому компартії призначений Базанов І. Г. (до того — начальник політвідділу молм'ясорадгоспу «Горняк-1» Сталінської області)
Указом Президії Верховної Ради УРСР 23 жовтня 1940 р. Іванцівська сільська рада передана з Коршівського району до Ланчинського району.
У 1941—1944 роках територія району входила до складу Станіславської округи дистрикту Галичина. Після повторного захоплення території району Червоною армією в липні 1944 р. було відновлено довоєнний Ланчинський район з усіма адміністративними органами і розпочато примусову мобілізацію чоловіків.
Станом на 1 вересня 1946 року площа району становила 300 км², була 1 селищна рада, сільських рад — 19. Першим секретарем райкому був С. Зелінський, другим — Дуленко, головою райвиконкому — Ткаля Іван Іванович.
На 22.01.1955 в районі залишилось 14 сільрад.
Указом Президії Верховної Ради УРСР від 30 грудня 1962 року Ланчинський район ліквідовано, селище міського типу Ланчин і Боднарівська, Саджавська, Середньомайданська і Товмачицька сільради ввійшли до складу Коломийського району, а Волосівська, Гаврилівська, Камінська, Краснянська, Парищенська, Переріслянська і Цуцулівська — до Богородчанського..

## Підпілля ОУН
Після створення району ОУН утворила районний провід, який очолив підпілля — йому підпорядковувались підрайонні проводи (до того носили назву гмінних), яким у свою чергу підпорядковувались станиці сіл. Ланчинський район у підпіллі ОУН (з кінця 1944 р. серед районів Станиславівської округи ОУН мав № 10 і підпорядковані проводи носили назву кущових) підпорядковувався Надвірнянському надрайонному проводу ОУН (який мав номер ІІІ у цій окрузі, котра мала № 22 в територіальному поділі ОУН). На боротьбу з ОУН у 1944 р. були кинуті райвідділи НКВС і НКДБ, які за штатом мали по десятку оперативників і до кожного з яких було прикріплено мобільну групу з 5-15 солдатів внутрішніх військ. Ці групи вдень робили облави й обшуки, а вночі влаштовували засідки на окраїнах лісів та сіл. Для провокативних дій під виглядом повстанців при райвідділах НКВС і НКДБ були створені агентурно-бойові групи, підкупом і шантажем створена агентурна мережа. Не зумівши ліквідувати таким чином підпілля, в зиму 1945-1946 рр. по всій Західній Україні була проведена т.з. «Велика блокада», для проведення якої в кожному селі розмістили гарнізон з 20-60 солдатів і створено озброєні групи «істребітельних батальйонів» з 10-40 «істребків». У Ланчинському  районному проводі полягли всі референти, крім есбіста, а провідника Василя Маланюка-«Духа» захоплено живим. 10 квітня 1946 р. гарнізони з сіл виведено і підпілля негайно активізувалося. За квітень-травень 1946 р. відділи УПА та боївки СБ ліквідували в районі всі групи “істребків”. У відповідь УМДБ влаштували на території Надвірнянського надрайону ОУН з 28 травня до 28 липня «Літню блокаду» з розміщенням гарнізонів і масовими облавами, однак їм підпілля не вдалося знищити. Після демобілізації відділів УПА Станиславівської округи ОУН влітку 1947 р. підпілля району поповнилося партизанськими кадрами, серед яких Найдич Дмитро Васильович — референт СБ Ланчинського району (1948-1949), провідник ОУН району (1950-1951).
За даними облуправління МГБ у 1949 р. в Ланчинському районі підпілля ОУН найактивнішим було в селі Камінне. Підпілля ОУН активно діяло до 1951 року.

## Адміністративний поділ станом на 1 вересня 1946 року[8]
- Ланчинська селищна рада
  - селище Ланчин
- Боднарівська сільська рада
  - село Боднарів
- Верхньомайданська сільська рада
  - село Верхній Майдан
  - хутір Гута
- Вишневецька сільська рада
  - село Вишнівці
- Волосівська сільська рада
  - село Волосів
  - хутір Жебрач
  - хутір Полупи
- Гаврилівська сільська рада
  - село Гаврилівка
- Глинківська сільська рада
  - село Глинки
- Добротівська сільська рада
  - село Добротів
- Іванівська сільська рада
  - село Іванівка
- Кам'янська сільська рада
  - село Кам'янка
  - хутір Березина
- Краснянська сільська рада
  - село Красна
- Кубаївська сільська рада
  - село Кубаївка
- Ліснотарновицька сільська рада
  - село Лісна Тарновиця
- Нижньовелесницька сільська рада
  - село Нижня Велесниця
  - хутір Ворона
- Парищенська сільська рада
  - село Лісна Велесниця
  - село Парище
- Переріслянська сільська рада
  - село Перерісль
- Саджавська сільська рада
  - село Саджава
- Середньомайданська сільська рада
  - село Середній Майдан
- Фітьківська сільська рада
  - село Фітьків
- Слобідсько-Більшівцівська сільська рада
  - село Слобідка Більшівцівська
- Староскоморохівська сільська рада
  - село Старі Скоморохи
- Хохонівська сільська рада
  - село Хохонів
- Цуцулівська сільська рада
  - село Цуцулів
  - хутір Завороніж